# سرگذشت‌نامه

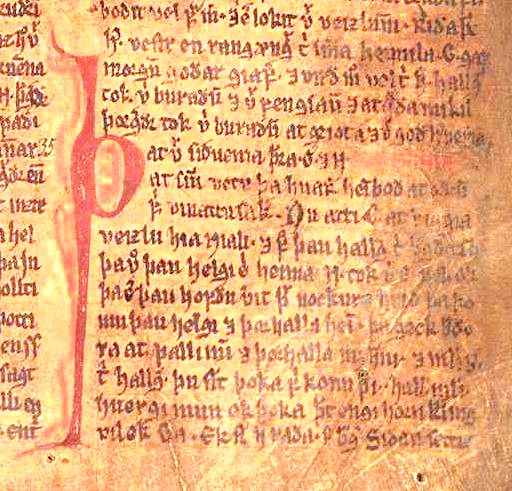
گزیده‌ای از سرگذشت نیال در نسخه خطی Möðruvallabók (AM 132 folio 13r) c. 1350

سرگذشت‌نامه (به ایسلندی: Saga) در اصل به روایت حماسی منثور و بلندی گفته می‌شود که در ایسلند و نروژ ریشه دارد. سرگذشت‌نامه‌های ایسلندی از معروف‌ترین آن‌ها هستند.
این اصطلاح برای اشاره به داستان‌های بلندی که به شرح رویدادهایی طی سال‌های متمادی می‌پردازند و گاه ماجرای چند نسل از یک خاندان را پوشش می‌کنند به‌کار می‌رود.
در یک منبع برای سرگذشت‌نامه واژه «چریکه» هم بکار رفته که واژه‌ای مختص زبان کُردی به معنای قصه است.